# Julián Lalinde
Julián Enrique Lalinde Rubio (Florida, 18 dicembre 1985) è un ex calciatore uruguaiano, di ruolo attaccante.

## Caratteristiche tecniche
È un Attaccante.